# Colus pygmaeus
Colus pygmaeus is een slakkensoort uit de familie van de Buccinidae. De wetenschappelijke naam van de soort is voor het eerst geldig gepubliceerd in 1841 door Gould.